# گرنسبک (دهانه)
گرنسبک یک دهانه برخوردی در ماه‌ است.

## دهانه‌های اقماری
این دهانه ۲ دهانه اقماری دارد.
| Gernsback | عرض جغرافیایی | طول جغرافیایی | قطر          |
| --------- | ------------- | ------------- | ------------ |
| H         | ۳۸.۲° S       | ۱۰۳.۵° E      | ۴۳.۰ کیلومتر |
| J         | ۳۷.۷° S       | ۱۰۱.۹° E      | ۱۸.۰ کیلومتر |